# Пенза (аеропорт)
Аеропорт імені В. Г. Бєлінського (рос. Аэропорт Пенза) (IATA: PEZ, ICAO: UWPP) — єдиний цивільний аеропорт Пензенської області. Розташований в Первомайському районі м. Пензи за 9 км від центру міста. Має статус аеропорту федерального значення.

## Технічні дані
В 2008 році ЗПС була подовжена на 700 м — до 2,8 км, але 700-метрова ділянка була введена в експлуатацію тільки в середині вересня 2013 року. Також майже вдвічі було розширено перон і реконструйовані обидві рульові доріжки. Аеропорт може приймати всі типи пасажирських літаків (деякі — з обмеженнями) крім Boeing 747 і Airbus A380 .

## ТипиПС
Ан-2, Ан-12, Ан-24, Ан-26, Ан-28, Ан-30, Ан-140, Ан-148, Іл-114, Л-410, Ту-134, Ту-154, Ту- 204, Ту-214, Як-40, Як-42, Airbus A319, ATR 42, ATR 72, Bombardier CRJ 100/200, Embraer EMB 120 Brasilia, Embraer ERJ 170, Embraer ERJ 190, Pilatus PC-12, SAAB 2000, Sukhoi Superjet 100, Cessna 208 і більш легкі, вертольоти всіх типів. Класифікаційне число ВПП (PCN) 31 / R / B / X / T.

## Транспортна інфраструктура
Аеропорт розташований в межах Пензи, тому сюди ходить звичайний міський транспорт: автобуси № 54, 66; тролейбус № 7; маршрутні таксі № 30, 88Т. Поїздка до центру міста займає в залежності від дорожньої ситуації від 20 до 40 хвилин.

## Показники діяльності
| рік            | 2014 | 2015 | 2016  | 2017  | 2018  | 2019  |
| тис. пасажирів | 75,4 | 94,0 | 106,0 | 152,9 | 181,0 | 186,2 |
| Джерела:       |      |      |       |       |       |       |

Див. джерело запитів Вікіданих та джерела.

## Авіалінії та напрямки
| Авіакомпанія | Пункт призначення               |
| ------------ | ------------------------------- |
| Aeroflot     | Москва–Шереметьєво              |
| RusLine      | Москва–Внуково, Ст Петербург    |
| S7 Airlines  | Москва–Домодєдово, Ст Петербург |

## Події
22 червня 1986 року через перерваний зльот літак Ту-134 викотився за межі ЗПС. 1 людина з 59 загинула через серцевий напад.

## Пам'ятні знаки на честь авіаторів поблизу території аеропорту
На вулиці Центральній міста Пензи, неподалік від центрального входу в будівлю Пензенського аеропорту, з ініціативи членів пензенських ветеранських організацій були встановлені два пам'ятні знаки, присвячені авіаторам.
У 2001 році був встановлений Пам'ятний знак авіаторам військового аеродрому «Тернівка», який діяв на території Пензенського аеропорту в роки Великої Вітчизняної війни 1941—1945 років.
Навпроти пам'ятного знака авіаторам військового аеродрому «Тернівка» встановлено пам'ятний знак "Фрагмент лонжерона крила винищувача І-16 ".